# Ernest William Sellers
Ernest William Sellers fue el fundador y apóstol de la Iglesia Bando Evangélico Gedeón (posteriormente conocida como Iglesia Soldados de la Cruz de Cristo).

## Nacimiento y establecimiento en Cuba
Ciudadano estadounidense aborigen de Portage County, Wisconsin, nació el 30 de agosto de 1869. Estableció en la ciudad de La Habana, un comercio en la calle Habana.  Siendo religioso de origen metodista, convertía su establecimiento cada noche en un centro de reunión cristiana, al que más tarde llamó "Misión  Gedeón". 

## Llamamiento y escogimiento de Ernest William Sellers
En el año 1924 llegó a La Habana, Cuba, procedente de Worcester, Massachusetts, Estados Unidos, un misionero desconocido nombrado George Smith, con la finalidad de preparar a Ernest William Sellers para una obra religiosa.
George Smith estando ya en La Habana, en uno de sus recorridos por las calles de la ciudad, pasó frente al establecimiento y entró donde estaba Ernest William Sellers. La primera entrevista que sostuvieron duró hasta la una de la madrugada.
Durante cuatro meses Smith instruyó a Ernest William Sellers que tenía que llegar a la renunciación de todas las cosas terrenales y a una dedicación completa a la obra del Señor, de acuerdo con la doctrina llamada "vida por fe"
Ernest William Sellers, desde ese momento, convencido puso en su establecimiento un cartel que con letras grandes decía: "TODOS MIS NEGOCIOS SON DEL SEÑOR".  Y efectivamente, vendió todo cuanto poseía para dedicarlo a la obra de Dios. Se estima que sus bienes rondaban cerca del millón de dólares.[cita requerida]

## Sanidad Divina efectuada a Ernest William Sellers
El 2 de julio de 1924, Smith efectuó una sanidad a Ernest William Sellers pues tenía en su columna vertebral una grave desviación, y Ernest dijo haber recibido la sanidad de su dolencia.

## Bautismo por inmersión y del Espíritu Santo, voto de Soldado de la Cruz
Ernest William Sellers fue bautizado por inmersión el sábado, 26 de febrero de 1927, en las aguas del Golfo de México. Más tarde, estando en la Misión Gedeón, en unos cultos de espera en la promesa del Espíritu Santo dirigidos por Smith, el 8 de junio de 1924, recibió la promesa de acuerdo a la interpretación SCC del profeta Joel: "Y será que después de esto, derramaré mi Espíritu sobre toda carne" (Joel 2:28).   
El día 7 de agosto, se tomó el voto de los Soldados de la Cruz a los únicos integrantes de la iglesia en aquel entonces: Ernest William Sellers, Hermana Sara, Mable G. Ferguson, Muriel C. Allwood.

## Inicio de la Obra Misionera
Después de haber preparado a Ernest William Sellers, Smith regresó a los Estados Unidos de América, y Ernest William Sellers partió en viaje misionero a Jamaica y otros países de América.
Al poco tiempo regresó Smith a Cuba para entrevistarse nuevamente con Ernest William Sellers, pero éste se encontraba en Jamaica. Y estando Smith en el sacrificio devocional del mediodía con algunos creyentes, dijo recibir un mensaje y mandato del Señor para partir hacia China.
Ernest William Sellers continuó su viaje misionero, y encontrándose en los Estados Unidos, la hermana Sara, una de las que comenzó con Ernest William Sellers, le comunicó que el nombre de Gedeón debía ser cambiado por "Juan" y como era conocido familiarmente por "Daddy", su nombre espiritual llegó a ser "Daddy John".

## Institución de la Iglesia en Cuba
Después de viajar por ocho países en su obra misionera, regresó a La Habana y procedió a instituir la Iglesia en Cuba.  El Reglamento fue registrado el 25 de marzo de 1930, ante el Gobierno Provincial de La Habana, Cuba.
Comenzó a regar la preciosa simiente a lo largo de todo el territorio cubano, destacándose en esta gran labor la ciudad de Matanzas, donde llevó a efecto una hermosa Campaña de Evangelización y Sanidad Divina, siendo bautizadas en el río San Juan más de quinientas almas, orando por millares de enfermos con resultados maravillosos.  También en Monte Alto, Término de los Arabos, provincia de Matanzas, Daddy John realizó el más grande bautismo, setenta y una personas en un día.  Como resultado de este trabajo realizado, quedaron establecidas en el país decenas de iglesias y misiones, regresando más tarde a la capital donde se estableció en la Avenida Primera y calle 36, Miramar, Marianao, Habana.  Y fue allí donde funcionó la primera oficina central de la iglesia.

## Destrucción de las imágenes
Cierto día llegaron dos personajes desconocidos para Daddy John, los cuales le manifestaron que la iglesia no estaba aun perfecta en doctrina, y al preguntarle el motivo para esa afirmación, ellos contestaron: "Porque tienen imágenes".  Daddy John les mostró la iglesia para que vieran que allí no había ídolos ni se adoraban imágenes, a lo que ellos respondieron: "Es cierto que aquí no hay ídolos, pero sus ropas y sus cuadros están llenos de figuras de la creación".  Le persuadieron por las Escrituras que dice: "No te harás imagen ni ninguna semejanza, de cosa que esté arriba en el cielo...". Según su interpretación, este mandamiento prohíbe el use de imágenes aunque no tengan fines idolátricos. 
Daddy aceptó este mensaje, y el 30 de septiembre de 1928 fue establecido como el día del "holocausto", en el cual quemaron todos los retratos, así como ropas y colchones que tenían imágenes. En el año 1942 Daddy John trasladó la Oficina Central a la Playa Baracoa, provincia Habana, Cuba.  Cuyo traslado se llevó a efecto el día 13 de julio del mismo año, desde donde dirigió la iglesia hasta el día de su fallecimiento.

## Fallecimiento de Ernest William Sellers
Ernest William Sellers murió el 24 de febrero de 1953, a las 17.00 en la escuela Preparatoria de Discípulos, Playa de Baracoa, Provincia Habana, donde radicaba la Oficina Central del Bando Evangélico Gedeón.  Contaba al fallecer la edad de 83 años, después de haber dejado una obra de centenares de misiones e iglesias y millares de miembros.[cita requerida]